# فنسنت مارتن
فنسنت مارتن (بالفرنسية: Vincent Martin)‏ هو لاعب اتحاد الرغبي فرنسي، ولد في 4 سبتمبر 1992 في أفينيون في فرنسا.

## روابط خارجية
- فنسنت مارتن على موقع ItsRugby.co.uk (الإنجليزية)